# Глорія Хом'як Атаманенко
Глорія Кетрін Хом'як Атаманенко (англ. Gloria Chomiak Atamanenko; 28 квітня 1932 — 12 жовтня 2017) — канадська соціальна діячка, письменниця, редакторка і перекладачка. Будучи підліткою у Сполучених Штатах, вона потрапила в заголовки газет як переможиця національного конкурсу есе на тему «Я виступаю за демократію».

## Життєпис
Глорія Хом'як народилася у Форт-Верміліон, Альберта, в сім'ї Петра Хом'яка та Неллі Пікулік-Хом'як, обоє мігранти українського походження в Канаді, і її рідною мовою була українська.. Її батьки займалися фермерством. До 15 років Глорія отримувала освіту вдома та на заочних курсах. З 15 років вона відвідувала середню школу у Вілмінгтоні, штат Делавер, і жила там зі своїм дядьком.

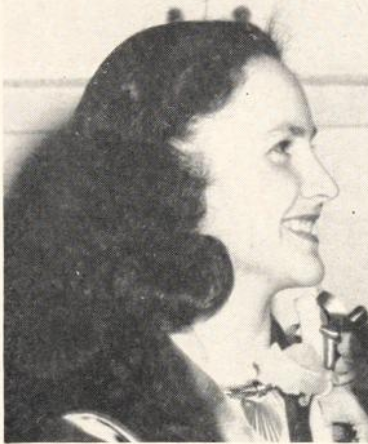
Глорія Хом'як із публікації Міністерства внутрішніх справ США 1950 року

У 1950 році Глорія Хом'як виграла стипендію в розмірі 500 доларів як одна із чотирьох національних фіналістів та фіналісток конкурсу есе «Я виступаю за демократію», відібраного з понад мільйона заявок. Її есе, яке починалося «Я виступаю за демократію, оскільки два покоління тому мої предки не могли цього зробити», було зачитано в протоколі Конгресу сенатором Джоном Дж. Вільямсом, який прокоментував, що «Це есе слід читати не лише кожному студенту та студентці, але що важливіше, її повинен прочитати кожна доросла людина у цій країні». Її есе було передруковано в газетах по всій території Сполучених Штатів, і вона познайомилася з Гаррі С. Труменом, Альбеном В. Барклі та сенатором Дж. Алленом Фріром молодшим. Голос Америки запросив її прочитати переклад її есе українською мовою, для спеціальної передачі. Епізод радіопрограми Cavalcade of America драматизував її історію, де на роль Хом'як була обрана Пеггі Енн Гарнер. Проте, замість неї роль зіграла Сьюзан Дуглас, а під час національного прямого ефіру Хом'як прочитала своє есе вголос. Вона також читала есе на конференції «Дочки американської революції» та на церковних заходах.
Глорія закінчила коледж Суортмор у 1955 році. У 1980 році вона здобула ступінь магістерки з консультування та психології в Університеті Вікторії, захистивши дисертацію на тему «Сімейні стосунки та особистісні фактори, пов'язані з творчістю: погляди з трьох літератур»(1980).

## Кар'єра
Глорія стала психіатричним соціальним працівником у Вільямс-Лейк, Британська Колумбія, Едмонтоні та Ванкувері. У 1998 році вона була нагороджена Асоціацією людей із вадами навчання Британської Колумбії за її роботу для дітей та дорослих з обмеженими можливостями. Вона також була письменницею та перекладачкою; писала есе для канадійського літературного щорічника «Lived Experience» (Живий досвід) і перекладала з російської та української на англійську «Чотирнадцять місяців на землі Франца-Йосифа» Михайла Іваничука (1934). Вона була співредакторкою збірки біографічних нарисів Gumption Grit: Women of the Cariboo Chilcotin (2009, разом з Карен Томпсон, Пам Махон і Сейдж Бірчуотер). Глорія також допомогла зібрати збірку творів місцевих старійшин під назвою «Озираючись назад, дивлячись вперед: історії та вірші людей похилого віку Карібу» (2002). Вона брала активну участь у освіті дорослих і в політиці НДП у виборчому окрузі Карібу-Чілкотін.

## Особисте життя
У 1953 році Глорія Хом'як вийшла заміж за Георгія Атаманенка. У них було двоє синів Борис і Петро. У 2006 році вона пережила інсульт і в останні роки життя користувалася інвалідним візком. У 2017 році вона померла у Вільямс-Лейк у віці 85 років.